# Saint-Étienne-la-Geneste
Saint-Étienne-la-Geneste település Franciaországban, Corrèze megyében. Lakosainak száma 87 fő (2022. január 1.). Saint-Étienne-la-Geneste Chirac-Bellevue, Sainte-Marie-Lapanouze és Saint-Victour községekkel határos.

## Népesség
A település népessége az elmúlt években az alábbi módon változott:
| Lakosok száma | 85   | 55   | 62   | 70   | 94   | 94   | 93   | 89   | 88   | 87   |
|               | 1968 | 1982 | 1990 | 2006 | 2013 | 2015 | 2017 | 2019 | 2020 | 2022 |